# Дзиндра Євген Васильович
Євге́н Васи́льович Дзи́ндра (12 серпня 1913, Демня — 2 вересня 1983, Львів) — український скульптор, викладач, громадський діяч. Один з найкращих львівських скульпторів середини XX ст. Брат Степана і Михайла Дзиндрів.

## Перші роки і навчання
Євген Дзиндра народився в селі Демня на Львівщині в селянській сім'ї. Демня — давній осередок народної різьби по каменю; там знаходиться кар'єр, з якого видобувають вапняк, придатний для різних мистецьких потреб. Він навчався спочатку в сільській школі, потім в Миколаєві, що за 6 км від Демні. Навчався в скульптора А. Коверка, а з 1933 року Євген продовжував навчання у Львівській художньо-промисловій школі на відділі декоративної скульптури. Його вчителями були видатні педагоги Ян Нальборчик, Мар'ян Внук, Юзеф Стажинський. На міжнародній виставці прикладного мистецтва у 1935 році в Парижі журі відзначило роботи учнів Львівської школи, у тому числі і твір Дзиндри почесним дипломом II ступеня. У 1938 році Євген Дзиндра закінчив школу та отримав диплом скульптора-декоратора. Він почав працювати викладачем у Львівському училищі прикладного мистецтва та створив свої перші скульптурні портрети.

## Післявоєнний період
З 1945 року Євген Дзиндра постійний учасник художніх виставок від обласних до міжнародних. У 1944—1945 роках та пізніше у 1949—1952 роках працював на Львівській експериментальній кераміко-скульптурній фабриці. У 1944—1952 — член художньої ради Львівської експериментальної кераміко-скульптурної фабрики, голова правління художнього фонду, член правління обласного відділення спілки художників УРСР. 1981 року відзначений медаллю «За трудову відзнаку», а 1983 — Почесною грамотою Президії Верховної Ради Української РСР.

## Творчість

Пам'ятник Івану Франку у Нагуєвичах

У 1955 та 1964 роках у Львові експонувалися персональні виставки його творів. Підсумком 40-літнього творчого шляху стала 3-я персональна, вже посмертна виставка Євгена Дзиндри, що експонувалась у Виставковому залі Львівської картинної галереї у вересні 1983 року.
Творчий доробок Євгена Дзиндри охоплює коло тем, розкритих у широкому жанровому розмаїтті. Однаково успішно він працює в станковій, монументальній і декоративній скульптурі, дрібній пластиці і різьбі по дереву.
Мистець створив цілу галерею портретних погрудь: Тараса Шевченка, Івана Франка, Василя Стефаника, Соломії Крушельницької, Людвіга Ван Бетховена, Поля Робсона, Миколи Леонтовича. У Володимирі височіє меморіальний комплекс жертвам фашизму, виконаний у співавторстві з Теодозією Бриж та архітектором Ярославом Назаркевичем.
Серед творів останніх років особливої уваги заслуговують позначене глибиною внутрішнього виразу погруддя закарпатського художника Федора Манайла, сповнена тепла, любові і мудрості скульптура «Мати» і сповнена високого артистизму і внутрішньої культури постать композитора Станіслава Людкевича — останній твір мистця.
Євген Дзиндра також є автором кам'яних левів, що стоять на площі Ринок біля входу до львівської ратуші.
Майже два десятки надгробних скульптур авторства Євгена Дзиндри знаходяться на Личаківському цвинтарі у Львові. Там мистець виробив власну концепцію пам'ятника у вигляді масивної брили каменю, завершеної портретом покійного. Яскравим прикладом можуть бути пам'ятники літераторам Григорію Тютюннику та Андрію Волощаку, василіянину о. Віталію Градюку, професору Василеві Міліянчуку, письменнику Денису Лукіяновичу, професору Іларіону Свенціцькому та багато інших.
Сам Євген Дзиндра теж похований на Личаківському цвинтарі (поле № 22). Надгробок йому виконали його учень Ярослав Троцько та зять Петро Дзиндра, використавши проєкт, який скульптор мав намір виконати для пам'ятника на могилі Соломії Крушельницькій.
Свої скульптурні твори Євген Дзиндра виконував переважно у твердих матеріалах — мармурі і камені, що давало можливість втілювати образ, враховуючи специфіку матеріалу. Постійна копітка праця, професійна дисципліна і вроджена допитливість розкрили йому технічні і технологічні таємниці каменю, навчили вкладати живу душу в мертву брилу, наказувати каменеві і слухатись його водночас.

## Список робіт
- Проєкт надгробка на могилі Амвросія Андроховича (встановлений на Личаківському цвинтарі влітку 1943, посвячення — за участю отця-доктора Йосифа Сліпого)[6].
- Пам'ятник Тарасові Шевченку у смт Олесько (1950).[7]
- Пам'ятник Тарасові Шевченку у м. Золочів (1953, мармурова крихта).[8]
- Скульптурний портрет американського співака Поля Робсона (1953).[5]
- Професор І. С. Свєнціцький (1960, пісковик, 64×57×47, Національний музей у Львові).[9]
- «Композитор Микола Леонтович» (1960, пісковик, 58×37×56, Національний музей у Львові).[9]
- Барельєф «Тарас Шевченко» (1961, гіпс, 83×60).[10]
- Горельєф «Григорій Тютюнник» (1965, тонований гіпс, 58×36).[10]
- Меморіальний комплекс пам'яті жертв фашизму у Володимирі. Співавтори скульптор Теодозія Бриж, архітектор Ярослав Назаркевич. Споруджений 1965 року[9] (є також версії про 1966[10] та 1967). Реконструйований 1985 року.[7] На республіканській виставці 1980 року експонувалася фотографія пам'ятника[9], а на виставці львівських художників у Києві 1970 року — фотографія і карбований фрагмент під назвою «В'язень» (90×50).[10]
- Пам'ятник Іванові Трушу в селі Висоцько (1967, бронза, архітектор Ярослав Назаркевич[9], є також версія про 1973 рік[7]).
- Пам'ятник на могилі Модеста Сосенка на Янівському цвинтарі (1968).[7]
- «В задумі» (1968, теракота, 50×37×37).[10]
- «Василь Єрошенко» (1969, кована мідь, 58×50×42).[10]
- Рельєф «Юрій Дрогобич» (1970, кована мідь, 85×64).[10]
- Пам'ятник на місці бою німецьких і радянських військ 1941 року в селище Великий Любінь Львівської області. Споруджений 1973 року, співавтор Степан Дзиндра, архітектор Андрій Шуляр.[7]
- Рельєф «Артистка Соломія Крушельницька» (1975, мармур, 80×70).[9]
- Художньо-меморіальна таблиця на честь першодослідника лікувальних мінеральних вод курорту «Трускавець» Теодора Торосевича (співавтор — архітектор Р. Домінко, 1977, бронза).[11]
- Портрет Героя Соціалістичної Праці ВО «Електрон» Ю. В. Бурак (1977, пісковик, 60×40×42).[12]
- Пам'ятник загиблим землякам у селище Славсько (1975, архітектор Олександр Матвіїв)[9], селі П'яновичі (1977, архітектор Олександр Матвіїв).[9]
- Портрет учасника визволення Львова, начальника штабу УВС Львівської області полковника І. І. Гелети (1977, тонований гіпс, 61×52×36).[12]
- Художник Федір Манайло (1979, пісковик, 65×45×40).[9]
- Композитор Станіслав Людкевич, рельєф (1979, гальванопластика, 35×32).[9]
- Пам'ятник Іванові Франку в Нагуєвичах (1981).[7]
- «Мати» (1982, камінь, 52×35×43).[13]
- Пам'ятник Є. Мотовило в селі Миколаїв Радехівського району (1982, архітектор Олександр Матвіїв).[7]
- Пам'ятний знак у селі Зав'язанці Львівської області (архітектор Мирон Вендзилович).[14]
- Погруддя Івана Труша.[15]
- Бронзовий портретний барельєф на гробівці Ярослави Музики на Личаківському цвинтарі.[16][5]